# 年丰朝鲜族乡
年丰朝鲜族乡（中国朝鲜语：／）是中华人民共和国黑龙江省伊春市铁力市下辖的一个民族乡。

## 行政区划
年丰朝鲜族乡下辖以下村级行政区划单位：
东河村、凌云山村、爱民村、云山村、爱国村、年丰村、长山村、靠山村、吉松村和永丰村。